# ISO 3166-2:CV
ISO 3166-2:CV è uno standard ISO che definisce i codici geografici di Capo Verde ed è un sottogruppo del codice ISO 3166-2.
Tali codici sono stati assegnati alle due regioni geografiche (arcipelaghi) e 22 contee del paese e sono formati dalla sigla CV-, seguita da una o due lettere (rispettivamente per le regioni geografiche e per le contee).

## Codici

### Regioni geografiche
| Codice | Arcipelago          |
| ------ | ------------------- |
| CV-B   | Ilhas do Barlavento |
| CV-S   | Ilhas do Sotavento  |

### Contee
| Codice | Contea                     | Regione di appartenenza |
| ------ | -------------------------- | ----------------------- |
| CV-BV  | Boa Vista                  | Ilhas do Barlavento     |
| CV-BR  | Brava                      | Ilhas do Sotavento      |
| CV-MA  | Maio                       | Ilhas do Sotavento      |
| CV-MO  | Mosteiros                  | Ilhas do Sotavento      |
| CV-PA  | Paul                       | Ilhas do Barlavento     |
| CV-PN  | Porto Novo                 | Ilhas do Barlavento     |
| CV-PR  | Praia                      | Ilhas do Sotavento      |
| CV-RB  | Ribeira Brava              | Ilhas do Barlavento     |
| CV-RG  | Ribeira Grande             | Ilhas do Barlavento     |
| CV-RS  | Ribeira Grande de Santiago | Ilhas do Sotavento      |
| CV-SL  | Sal                        | Ilhas do Barlavento     |
| CV-CA  | Santa Catarina             | Ilhas do Sotavento      |
| CV-CF  | Santa Catarina do Fogo     | Ilhas do Sotavento      |
| CV-CR  | Santa Cruz                 | Ilhas do Sotavento      |
| CV-SD  | São Domingos               | Ilhas do Sotavento      |
| CV-SF  | São Filipe                 | Ilhas do Sotavento      |
| CV-SL  | São Lourenço dos Órgãos    | Ilhas do Sotavento      |
| CV-SM  | São Miguel                 | Ilhas do Sotavento      |
| CV-SS  | São Salvador do Mundo      | Ilhas do Sotavento      |
| CV-SV  | São Vicente                | Ilhas do Barlavento     |
| CV-TA  | Tarrafal                   | Ilhas do Sotavento      |
| CV-TS  | Tarrafal de São Nicolau    | Ilhas do Barlavento     |